# Antonio París Ricaurte
Antonio París Ricaurte (Santafé, 3 de marzo de 1793-ibidem, 19 de julio de 1846) fue un militar y prócer de la independencia de Nueva Granada y Venezuela, hijo del capitán y notable español José Martín París Álvarez y Genoveva Ricaurte Mauris.

## Carrera militar
A los 17 años inicia su carrera militar sentando plaza en el Batallón Auxiliar de Infantería de Santa Fe que fue organizado con el grito de independencia del 20 de julio de 1810. Fue seleccionado por el presidente Antonio Nariño para marchar al mando del coronel José Félix Ribas en apoyo a la campaña de liberación de Venezuela comandada por Simón Bolívar, quedando adscrito al Batallón de Vanguardia.

## La Campaña Admirable

### Primera victoria
Con la misión de atacar al primer asentamiento realista en el camino de Cúcuta a Caracas, Antonio París le sugirió a José Félix Ribas que enviara a alguien que, simulando ser español, llevara una falsa orden que hiciera mover el objetivo a una posición vulnerable; a lo que Ribas asintió designando a París para la misión. El comandante realista dudó de ejecutar la orden por no conocer a París y al presentarse sin una cucarda en su morrión; situación que París resolvió diciendo que recién llegaba de España y que había perdido la insignia en el trayecto, instando al oficial a cumplir la orden bajo su riesgo. La seguridad de París convenció al comandante de mover sus tropas, facilitando la operación patriota que le brindó a Bolívar su primera victoria en la llamada campaña Admirable. 

### De Carache a la derrota de San Carlos
Le siguió a esta acción la victoria de Carache del 19 de julio de 1813 y la de Niquitao cuatro días después, resultando París herido. Luego intervino París en las acciones vencedoras de Los Horcones, San Carlos del 26 de julio, Los Taguanes el 30, la toma de Valencia el 2 de agosto, Las Vigías el 26 de agosto, Puerto Cabello el 29, Fortín Solano el 31, San Casimiro el 6 de septiembre, La Guaira y Cerritos Blancos el 13, Santa Catalina el 21, Achaguas el 29, San Felipe el 11 de octubre, Mosquetero el 14, Bobare el 17, Yaritagua el 23, Nutrias el 26, Matas Guerrereñas el 27, Las Trincheras el 31, Barquisimeto el 10 de noviembre, El Ángel el 15, Juan Diego el 16, Vigirima el 23, Araure el 5 de diciembre, Puerto Cabello el 28 de enero de 1814, Ospino el 2 de febrero, San Carlos del 9 de marzo, Carabobo el 28 de mayo y el asedio de Valencia que duró entre el 17 de junio y el 10 de julio de 1814.
Los jóvenes patriotas se confiaron por el triunfo, viéndose atacados y derrotados 9 de marzo en San Carlos, ciudad en la que resistieron por ocho días. El capitán Antonio París intentó revertir la situación con la toma de la torre de la iglesia con una partida de catorce hombres, objetivo que fracasó y del cual salió con varios impactos en una de sus piernas.

### Con Ricaurte en San Mateo
Antonio París logró salir del sitio de San Carlos y se unió a una columna que marchaba a San Mateo. 

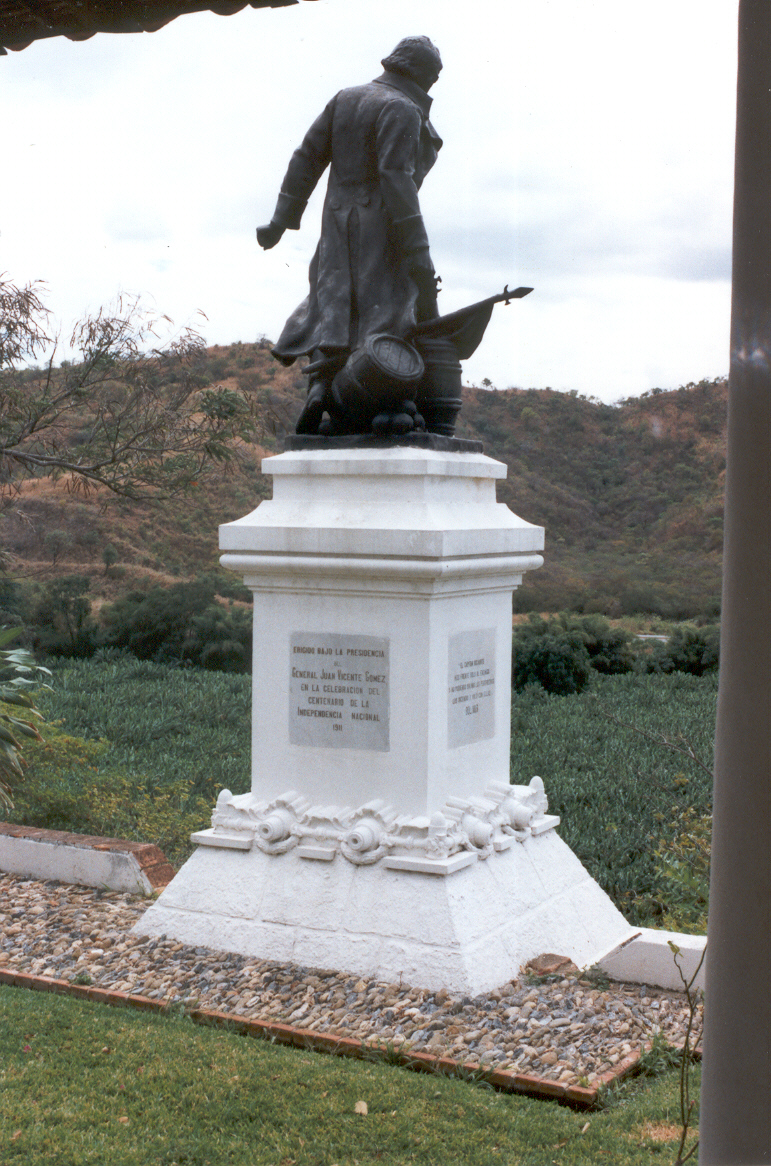
Estatua de Antonio Ricaurte en San Mateo erigida en 1911, obra del escultor Lorenzo González.

 Respaldado por Bolívar y ocultando las heridas en su pierna, París asistió con su primo hermano y capitán Antonio Ricaurte y una compañía de cincuenta hombres a custodiar el parque existente en la casa del ingenio azucarero de la familia Bolívar, paso obligado a Caracas. 
Ricaurte notó que una numerosa masa de hombres se aproximaba al ingenio, por lo que le manifestó a París que saliera de la casa con los soldados porque el sacrificio de sus hombres sería inútil y que le notificara al general Bolívar que el ingenio no caería en manos del enemigo. Antes de llegar Antonio París al puesto de mando, una estruendosa explosión dio cuenta de la estrategia de Ricaurte, quien, al haber hecho salir a sus hombres del ingenio, hizo creer a las tropas de José Tomás Boves que se habían retirado ante la superioridad de su batallón, por lo que este hizo entrar a gran parte de su ejército en tropel al ingenio, acción en medio de la cual hizo detonar Ricaurte el depósito de pólvora, propinándole con su sacrificó un contundente golpe a los realistas. Luego de esta acción, Bolívar le otorgó a París el grado de mayor.

### Amputación y fuga de Valencia
De San Carlos salieron las tropas a Valencia, en donde París se quedó para que un cirujano atendiera las heridas de su pierna. Al haber verificado que tenía gangrena, procedieron a amputar la maltratada extremidad hasta la mitad del muslo. París solo tuvo tres días de recuperación, pues el municipio fue tomado por Boves, ante lo cual pidió que movieran su cama cerca de la ventana que daba a la batería que  defendía el ángulo de la Plaza, para animar a los soldados diciéndoles que las heridas recibidas por la patria no causaban dolor sino placer. Como se vieran perdidos los patriotas, pidió París que le facilitara un barril de pólvora como asiento, mientras llegaba la hora de volar, lo que no sucedió al levantarse el sitio en la medianoche del 5 de abril de 1814.
El coronel Manuel París, hermano de Antonio, quedó comandando a Valencia, ciudad que duró dos meses sin hostigamientos, hasta que Boves se aproximó para procurar su toma, cortando el acceso a todo suministro de alimentos. Como se viera Antonio París acosado por el hambre, se valió de un palo y las paredes de las casas para buscar víveres, por lo que se cayó y rodó hasta el frente de la casa de una señora Párraga, que lo hizo ingresar y compartió con él una arepa que le quedaba. Enterado de la acción militar de Boves, Antonio París pidió que a diario lo llevaran en una silla hasta una trinchera para repeler con un machete los ataques con bayoneta. Viendo que Valencia estaba pronta a caer, varios ciudadanos lo vistieron de civil y lo sacaron en una mula para que salvara su vida.

## Orden de Los Libertadores, Administrador y Juez
París regresó a su casa paterna inválido y con la Orden de los Libertadores de Venezuela que le otorgó Bolívar por su destacada conducta en la batalla de Araure, distinción creada el 21 de octubre de 1813 que constaba de una estrella de siete radios que representaban el número de provincias de Venezuela. Sus méritos y lesiones hicieron que Bolívar dirigiera un despacho al ministro interventor de hacienda pública de Caracas para que giraran a favor del capitán París los sueldos a que tuviera derecho, así como también al gobierno granadino le solicitó que lo pensionaran con el rango de teniente coronel. París actuó ya en su vida civil ejerciendo el cargo de su padre como principal de la administración de tabacos y luego como juez marcial. 

## Lucha por su Pensión
Con la muerte de Bolívar y la posterior persecución política en contra de sus seguidores, Antonio París se vio perjudicado al negarse los gobiernos santanderistas de continuar con el reconocimiento de su pensión, por lo que tuvo que luchar infructuosamente durante dieciséis años por recuperar lo ganado en el campo de batalla. 
Como su hermano José Ignacio alcanzara un estado de riqueza, el coronel Antonio París le solicitó que le mandara a hacer en Europa una prótesis que le ayudara a disimular la falta de su pierna con la mayor perfección, obsequio que recibió y con el cual no fue sepultado con ocasión de su muerte, sino que la prótesis se preservó como reliquia entre algunos de sus descendientes, de la cual no se tiene rastro a la fecha.

## Familia
El coronel Antonio París contrajo matrimonio "in articulo mortis" en 1830 con Brígida Rubio Rubio, bogotána hija de Antonio y Bonifacia Rubio, dejando por hijos a María Isabel, Juan, Lorenzo José, María Juliana, José Antonio, Virginia, Dolores, Josefa, José María, Carlos, Susana, Marciana, Rafael, José Manuel, José Miguel y José Lucio París Rubio.
Con la señora Ana Rosas, el coronel Antonio París fue padre de Plácido París Rosas.